# Musée René-Baubérot
Le musée d'arts et traditions populaires René-Baubérot, est géré par la municipalité de Châteauponsac (Haute-Vienne) depuis novembre 2024. Il était auparavant géré par l'association loi de 1901 Notre Terroir.
Titulaire de l'appellation Musée de France, il occupe un ancien prieuré situé place Saint Thyrse.
Le musée a été créé en 1944 par René Baubérot (1903-1976), professeur d'histoire passionné d'archéologie. On lui doit la fondation de la société Notre Terroir, puis du musée en 1944 ; musée dont il sera le conservateur de 1963 à 1976. 
En 1946, René Baubérot entreprend des fouilles à La Bussière Étable sur l'emplacement d'une importante villa gallo-romaine où il découvre notamment une sépulture à char dont le mobilier sera acheté par le musée d'archéologie nationale de Saint-Germain-en-Laye. D'autres éléments découverts à la Bussière Étable constitueront le premier fonds du musée : une salle leur est spécialement consacrée. On peut y voir de très beaux vases et urnes cinéraires.
Paul Schweitzer (1907-1984), a lui aussi joué un rôle dans la réorganisation du musée de 1973 à 1982, en créant les sections ethnographiques du musée, ouvrant au public 17 salles en l'espace de dix ans.
Le musée est installé depuis 1957 dans un ancien prieuré bénédictin construit au XIVème siècle. Depuis le départ des moines, le bâtiment a servi entre autres d'une demeure de riche notable, et d’école, jusqu'à devenir vers 1973 le musée actuel qui comporte désormais 17 salles sur trois étages et une annexe appelée « La Maison du terroir ».

## Présentation
Le musée d'arts et traditions populaires René Baubérot est le plus important musée ethnographique du Limousin. Créé à l'origine pour abriter des vestiges archéologiques gallo-romains (actuellement en salles 5 et 6), il contient aussi une importante collection d'objets usuels des XVIIIe et XIXe siècles : outils, ustensiles de cuisine, vêtements, meubles... ainsi que de nombreux documents : lettres, photographies, journaux, cartes postales, le tout constituant un fonds ethnographique important pour la région (évocation de la vie quotidienne, du monde agricole, des métiers d'autrefois).

## Les salles
Les salles du musée - actuellement au nombre de 17 - portent le nom des personnes ayant spécialement contribué à son enrichissement, soit par des dons ou legs, soit par des recherches spécifiques. Ainsi, Louis Timbal, féru de géographie limousine, dessina des cartes de la région, et consacra sa retraite à retracer l'histoire de Châteauponsac, et Paul Schweitzer créa la section ethnographique.

## Histoire du musée
- 17 octobre 1947 : ouverture officielle du musée.
- 1957 : le musée s'installe au 1er étage de la maison Fort, place Saint Thyrse.
- 1960 : réorganisation des collections et première parution du catalogue-inventaire.
- 1974 : ouverture de trois salles. Les sections d'arts et traditions populaires sont créées. Par la suite, 17 salles en tout seront aménagées dans le prieuré.
- 1984 : ouverture de la 17e salle.
- 1988 : ouverture de la Maison du Terroir.
- 2003 : obtention de l'appellation Musée de France.
- 2024 : changement de régie de l'association Notre Terroir à la municipalité de Châteauponsac.

## Accès
Place de l’Église Saint-Thyrse, 87290 Châteauponsac.
Le musée est ouvert d'avril à début novembre, et toute l'année pour les groupes sur réservation.
Des visites commentées sont proposés chaque jour d'ouverture à 14h.